# Paspalum coryphaeum
Paspalum coryphaeum är en gräsart som beskrevs av Carl Bernhard von Trinius. Paspalum coryphaeum ingår i släktet tvillinghirser, och familjen gräs. Inga underarter finns listade i Catalogue of Life.